# Erlyne Antonella Ndembet Damas
Erlyne Antonella Ndembet Damas, née en 1971 à Nantes (France), est une femme politique gabonaise, ministre de la Justice et Garde des Sceaux du Gabon de 2019 à 2023. Elle est surnommée la « Olivia Pope du Gabon ».

## Biographie
Erlyne Ndembet obtient un diplôme en études judiciaires à l'École nationale d'administration à Libreville ainsi qu'un DEUG de l'université de Caen-Normandie. Après ses études, elle occupe la fonction de juge d'instruction du tribunal du première instance à Libreville puis de première juge d'instruction, avant d'obtenir une place de conseillère à la Cour d'appel du Gabon.
Le 2 décembre 2019, elle est nommée ministre de la Justice et Garde des Sceaux par le président Ali Bongo. Pendant son mandat, elle reçoit des critiques pour son inaction et son incapacité à faire face aux dossiers qu'elle doit gérer. Le 19 décembre 2022, la magistrature gabonaise se met en grève pour revendiquer de meilleures conditions de travail, grève qui va durer six mois sans qu'une solution ne soit trouvée.
Quelques semaines après la chute d'Ali Bongo en août 2023 lors du coup d'État militaire, elle est vue au consulat de France au Gabon, après que d'ancien membres du gouvernement ont été arrêtés pour haute trahison par le nouveau gouvernement.